# Heilig-Hartkerk (Winksele-Delle)

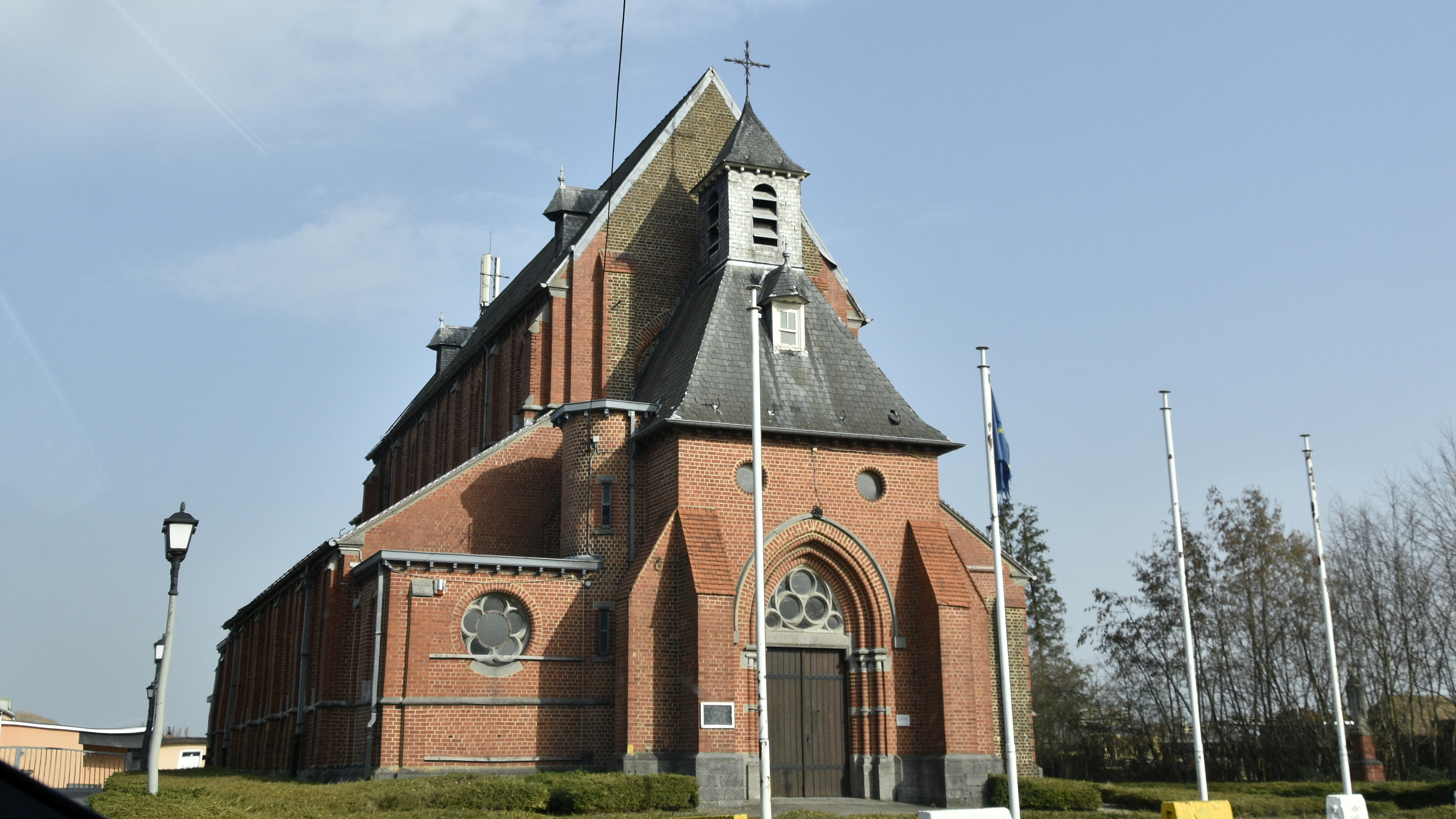
Heilig-Hartkerk

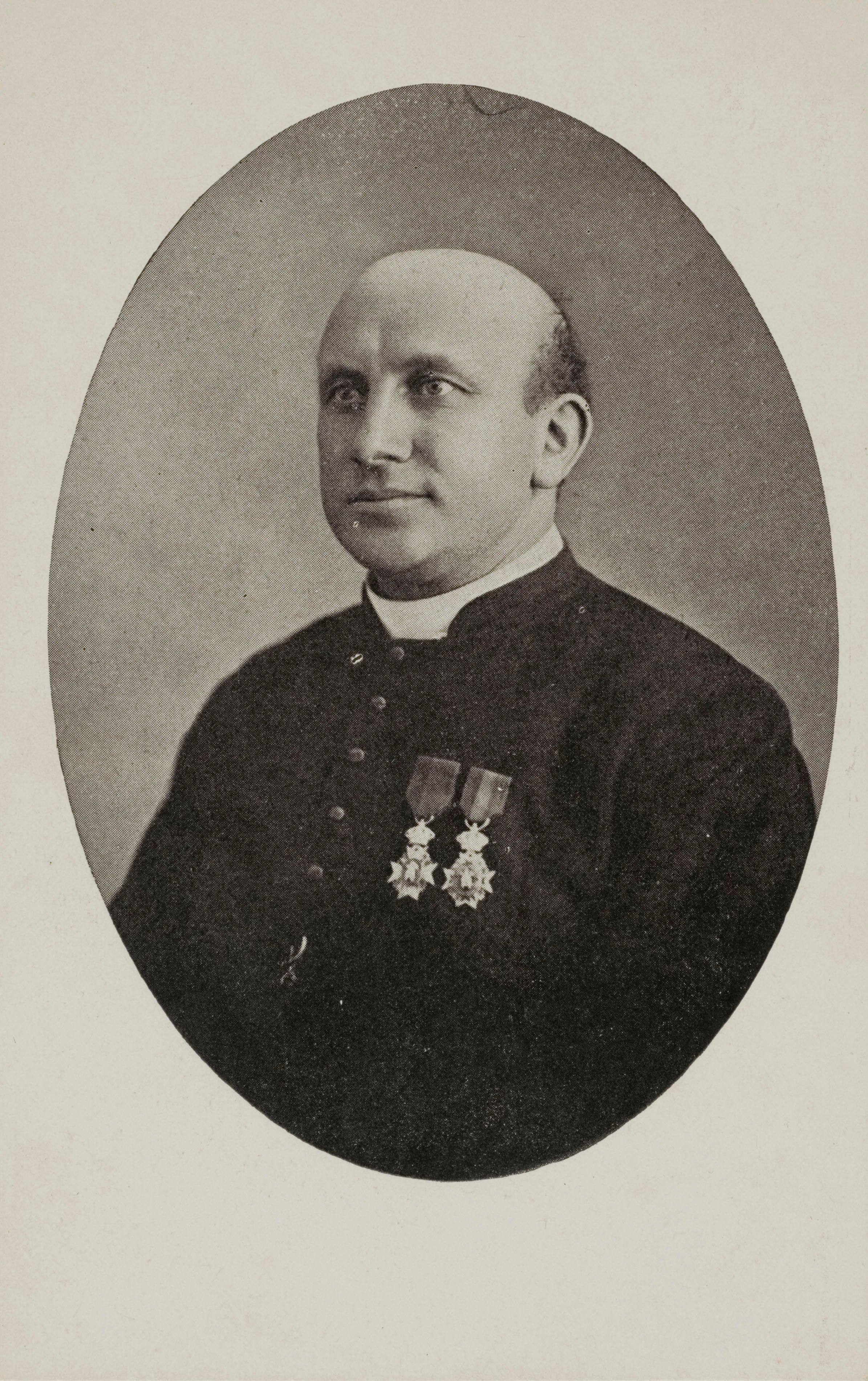
Pastoor Felix-Hendrik Moons

De Heilig-Hartkerk is de parochiekerk van de tot de Vlaams-Brabantse gemeente Herent behorende plaats Winksele-Delle.

## Geschiedenis
De gelovigen moesten zich begeven naar de parochiekerk te Winksele waartoe men echter vaak onbegaanbare wegen moest bewandelen. Door de parochie van het nabijgelegen Buken kon men niet worden opgenomen. Uiteindelijk werd in 1900 een eigen parochie opgericht.
Men betrok een noodkerk in de Padoue. Feitelijk was dit het Hof ter Eycken dat in 1884 door de Zusters van Tildonk was aangekocht, en deze baden tot Saint-Antoine de Padoue (Sint-Antonius van Padua), vandaar de naam.
In 1914 begon de bouw van een definitieve kerk, in neogotische stijl. De plannen voorzagen in een 46 meter hoge toren maar deze werd, wegens geldgebrek, nimmer gebouwd. Wat de toren zou moeten worden is lager dan het schip gebleven en vormt nu een merkwaardig portaalgebouw. De bakstenen voor de kerk werden uit ter plaatse gewonnen leem vervaardigd. Een vijver achter de kerk getuigd nog van deze leemwinning. Door allerlei strubbelingen (zo werd in 1918 de pastoor door de Duitse bezetter vermoord) kon de kerk pas in 1936 worden ingewijd.